# Harry Jürgensen Caesar
Harry Rolando Jürgensen Caesar (Osorno, 30 de mayo de 1942) es un contador general y político chileno de ascendencia alemana, miembro del partido Renovación Nacional (RN). Se desempeñó como diputado de la República en representación del antiguo distrito n° 56 de la región de Los Lagos, durante el periodo legislativo 1994-1998. Ejerció como intendente de esa región entre marzo de 2018 y enero de 2021, bajo el segundo gobierno de Sebastián Piñera. Desde julio de 2021, ejerce como miembro de la Convención Constitucional en representación del distrito n° 25.

## Biografía

### Primeros años
Nació en Osorno, el 30 de mayo de 1942; hijo de Tomás Jürgensen y Francisca Caesar. Su hermano fue el médico y exagente de la Central Nacional de Informaciones Manfredo Jürgensen Caesar, condenado como autor de homicidio calificado, en un caso de violación de derechos humanos, quien falleció el 15 de junio de 2023 en Argentina, país donde había sido detenido en un control migratorio.
Se casó con Wiltrudis Millarey Rundshagen Kruschinski y tienen dos hijos, siendo uno de ellos el actual diputado Harry Jürgensen Rundshagen. En sus creencias religiosas, es miembro activo de la Iglesia Evangélica Luterana en Osorno.
Realizó sus estudios primarios y secundarios en el Instituto Alemán de Osorno. Se tituló como contador general en el Instituto Comercial de Valdivia en 1962; la tesis versó sobre Turismo y hoteles.

### Vida laboral
En 1961 y 1962 trabajó en la oficina de contabilidad del diario La Prensa de Osorno; entre 1963 y 1964, fue contador de la «Sociedad Agrícola y Ganadera de Osorno» (SAGO), y GAOSA; y ejerció libremente su profesión. En 1964 ingresó como contador, a la "Feria de Osorno, S.A." y el mismo año, agente de la sucursal Puerto Montt de la Feria Agrícola. En 1968 fue nombrado gerente de la oficina principal de la Feria Agrícola en Osorno.
Se dedica también, a las actividades agrícolas y trabaja el «Fundo Quinquelelfún».

## Carrera política
En 1973, fue presidente del "Comando Multigremial de Osorno" y presidente del Cono Sur del comando de Bío-Bío a Llanquihue.
En 1987 ingresó a Renovación Nacional, siendo fundador y dirigente del partido en su ciudad natal. Tres años más tarde fue elegido presidente de RN en la Región de Los Lagos; en 1992 fue confirmado en el cargo y nombrado consejero nacional. Fue designado consejero general de su colectividad, como uno de los diez integrantes de la Comisión Política. En 1992 estuvo a cargo de las campañas electorales de los distritos N.° 55 y 56, en las elecciones de concejales de ese año.
En las elecciones parlamentarias de 1993 se presentó como candidato a diputado, por el distrito N.° 56, comunas de Puyehue, Río Negro, Purranque, Puerto Octay, Fresia, Frutillar, Llanquihue, Puerto Varas y Los Muermos, resultando electo para el período 1994-1998. Integró la Comisión Permanente de Hacienda.
En las elecciones parlamentarias de 1997 se postuló a senador por la circunscripción XVII, Región de Los Lagos Sur, periodo 1998-2006. Obtuvo 37.985 votos, equivalentes al 19,22%, sin resultar electo.
El 7 de abril de 2014, es designado por la presidenta Michelle Bachelet, integrante de la «Comisión Asesora Presidencial para el Desarrollo Regional».
El 11 de marzo de 2018 asumió como intendente de la Región de Los Lagos en el segundo gobierno de Sebastián Piñera Echenique, cargo en el que se mantuvo hasta el 11 de enero de 2021, tras renunciar para presentarse como candidato a las elecciones de convencionales constituyentes de 2021. Resultó electo como representante a la Convención Constitucional en los comicios realizados el 15 y 16 de mayo.
En el proceso de discusión de los Reglamentos de la Convención participó en la Comisión Provisoria de Descentralización, Equidad y Justicia Territorial. Posteriormente, se incorporó a la Comisión Temática sobre Forma del Estado, Ordenamiento, Autonomía, Descentralización, Equidad, Justicia Territorial, Gobiernos Locales y Organización Fiscal.

## Otras actividades
Ha colaborado como columnista de los diarios, Austral de Osorno y Llanquihue, de Puerto Montt.
Ha sido director de la «Fundación Mi Casa», director de la Asociación de Ferias Ganaderas de Chile (AFECH); vicepresidente del Área de Producción del Consejo de Desarrollo Comunal. Presidente de Ferias Arrieros del Sur S.A. y del Osorno Paperchase Club.
El año 2007 fue integrante del directorio de la «Asociación Gremial de Ferias Ganaderas de Chile» (AFECH). Presidente del holding Feria de Osorno S.A. y Gerente General de Feria Ganaderos Osorno S.A. (FEGOSA).

## Historial electoral

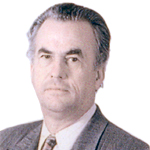
Fotografía oficial de Jurgensen como parlamentario (1994).

### Elecciones parlamentarias de 1993
- Distrito 56, Fresia, Frutillar, Llanquihue, Los Muermos, Puerto Octay, Puerto Varas, Puyehue, Purranque, Río Negro

### Elecciones parlamentarias de 1997
- Elecciones parlamentarias de 1997 a Senador por la Circunscripción 17 (Los Lagos Sur)[9]

### Elecciones de convencionales constituyentes de 2021
- Elecciones de convencionales constituyentes de 2021, para convencional constituyente por el distrito 25 (Fresia, Frutillar, Llanquihue, Los Muermos, Osorno, Puerto Octay, Puerto Varas, Purranque, Puyehue, Río Negro, San Juan de la Costa y San Pablo)[10]